# Goritsá
Goritsá, en grec moderne : Γκοριτσά, est un village du dème de Sparte, district régional de Laconie, en Grèce.
Selon le recensement de 2011, la population du village s'élève à 589 habitants.